# Moszczenica (Gorlice)
Pour les articles homonymes, voir Moszczenica.
Moszczenica est une localité polonaise, siège de la gmina de Moszczenica, située dans le powiat de Gorlice en voïvodie de Petite-Pologne.